# بادي بلير
بادي بلير (بالإنجليزية: Buddy Blair)‏ هو لاعب كرة قاعدة أمريكي، ولد في 10 سبتمبر 1910 في كولومبيا في الولايات المتحدة، وتوفي في 7 يوليو 1996 في مونرو في الولايات المتحدة.

## وصلات خارجية
- بادي بلير على موقعبيزبول رفرنس.كوم (الدوري الرئيسي) (الإنجليزية)
- بادي بلير على موقعبيزبول رفرنس.كوم (الدوري الثانوي) (الإنجليزية)